# Marek Keller
Marek Michał Keller (ur. 15 marca 1946 w Piasecznie, zm. 23 października 2023) – polski muzyk i tancerz, mecenas kultury i sztuki, kolekcjoner, marszand, filantrop, miłośnik i propagator kultury meksykańskiej, menedżer Juana Soriano, założyciel Ogrodu Rzeźb Juana Soriano w Owczarni. Obywatel Polski i Francji.

## Życiorys
Marek Keller był synem Michała i Marii Kellerów. W dzieciństwie uczył się gry na fortepianie. W czasie, gdy odbywał służbę wojskową, należał do Centralnego Zespołu Artystycznego Wojska Polskiego (w 1966 roku zdobył, wraz z tym zespołem, I miejsce na Festiwalu Piosenki Radzieckiej w Zielonej Górze), po jej zakończeniu dołączył do Zespołu Pieśni i Tańca „Mazowsze”. W drugiej połowie lat 60. był partnerem Jerzego Andrzejewskiego.
W 1972, w wieku 26 lat, roku wyjechał do Francji. Dwa lata później poznał w Paryżu Juana Soriano, za pośrednictwem pisarza Sergio Pitola – wtedy radcy kulturalnego ambasady Meksyku, którego poznał jeszcze w Polsce. Marek Keller związał się z Soriano do końca życia, był nie tylko jego partnerem życiowym, ale również menedżerem, marszandem, promotorem, a później również jego opiekunem. Soriano jedynie tworzył, a całą resztą zarządzał Marek Keller. W 2004 roku założyli wspólnie w Meksyku fundację Fundación Juan Soriano y Marek Keller A.C.. Juan Soriano zmarł 10 lutego 2006 roku w wieku 85 lat i od tego czasu Keller pracował nad promowaniem spuścizny artysty w różnych częściach świata.
W 2015 roku ukazał się wywiad-rzeka z Markiem Kellerem pt. Tequila z Cortazarem. Kochałem wielkich tego świata.
Zmarł nagle w wieku 77 lat, został pochowany na cmentarzu Powązkowskim w Warszawie (kwatera 183, rząd 4, grób 13).

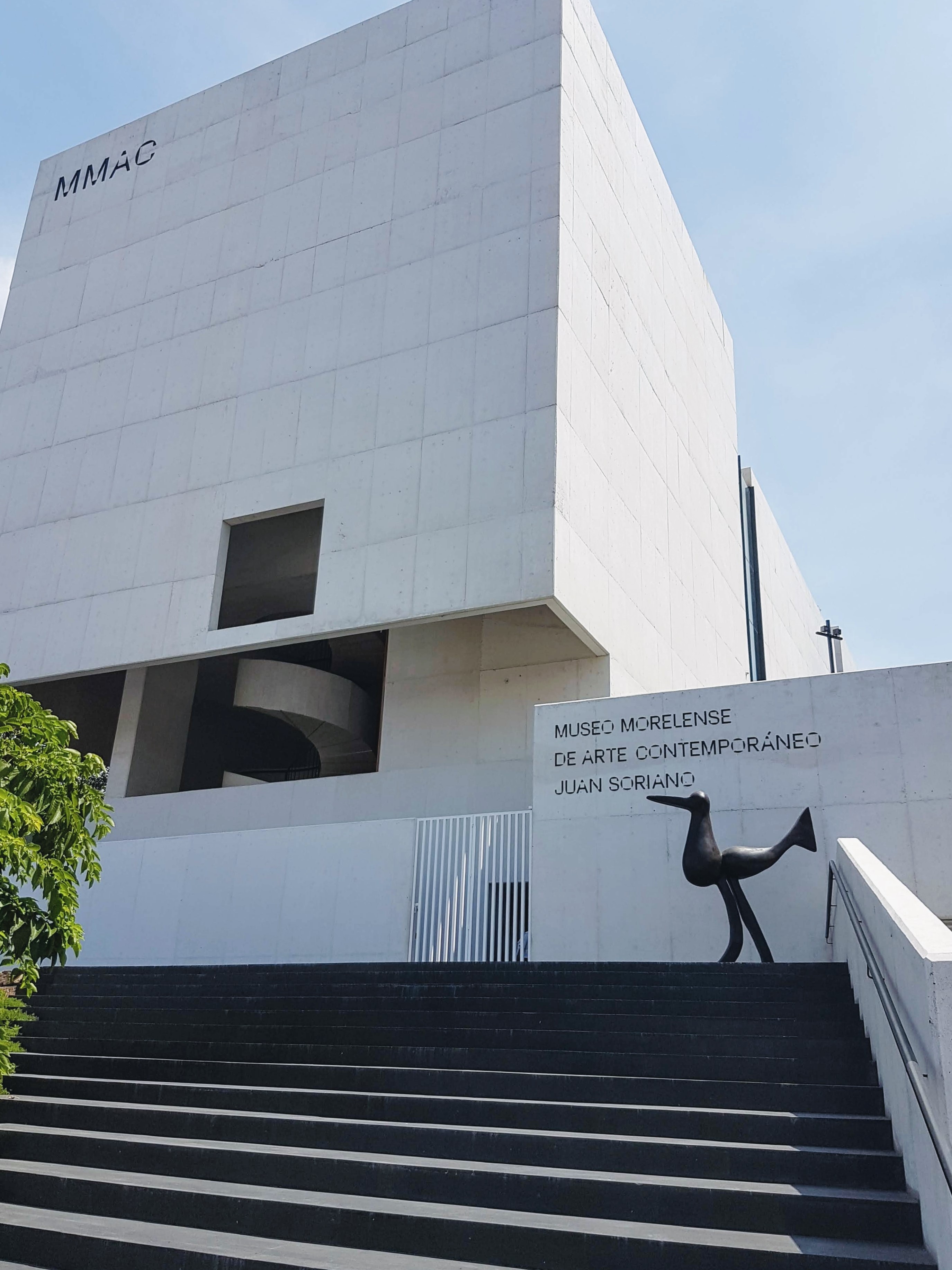
Budynek Museo Morelense de Arte Contemporáneo (MMAC) Juan Soriano

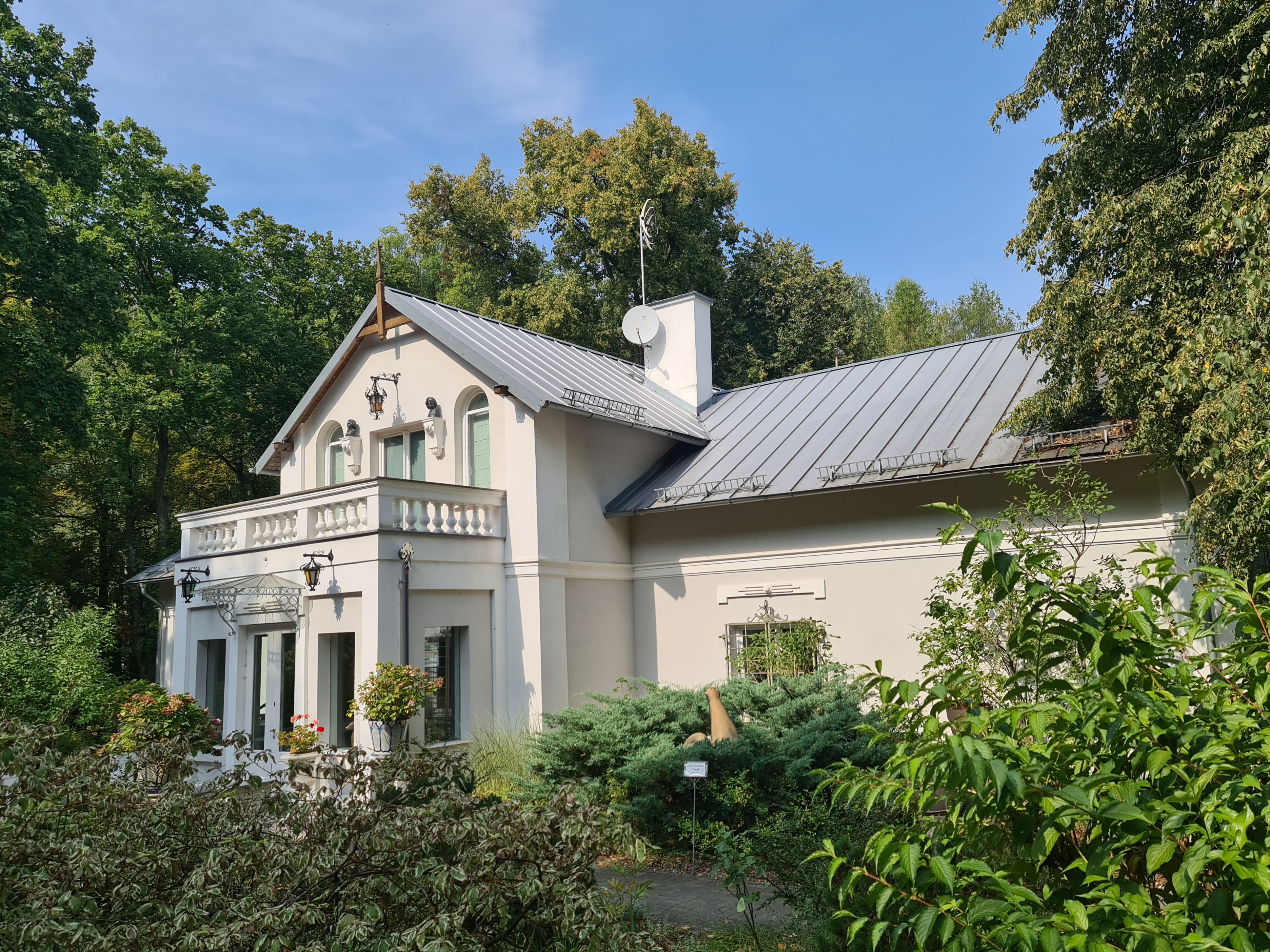
Dworek „Kazimierówka” (2024) w Owczarni

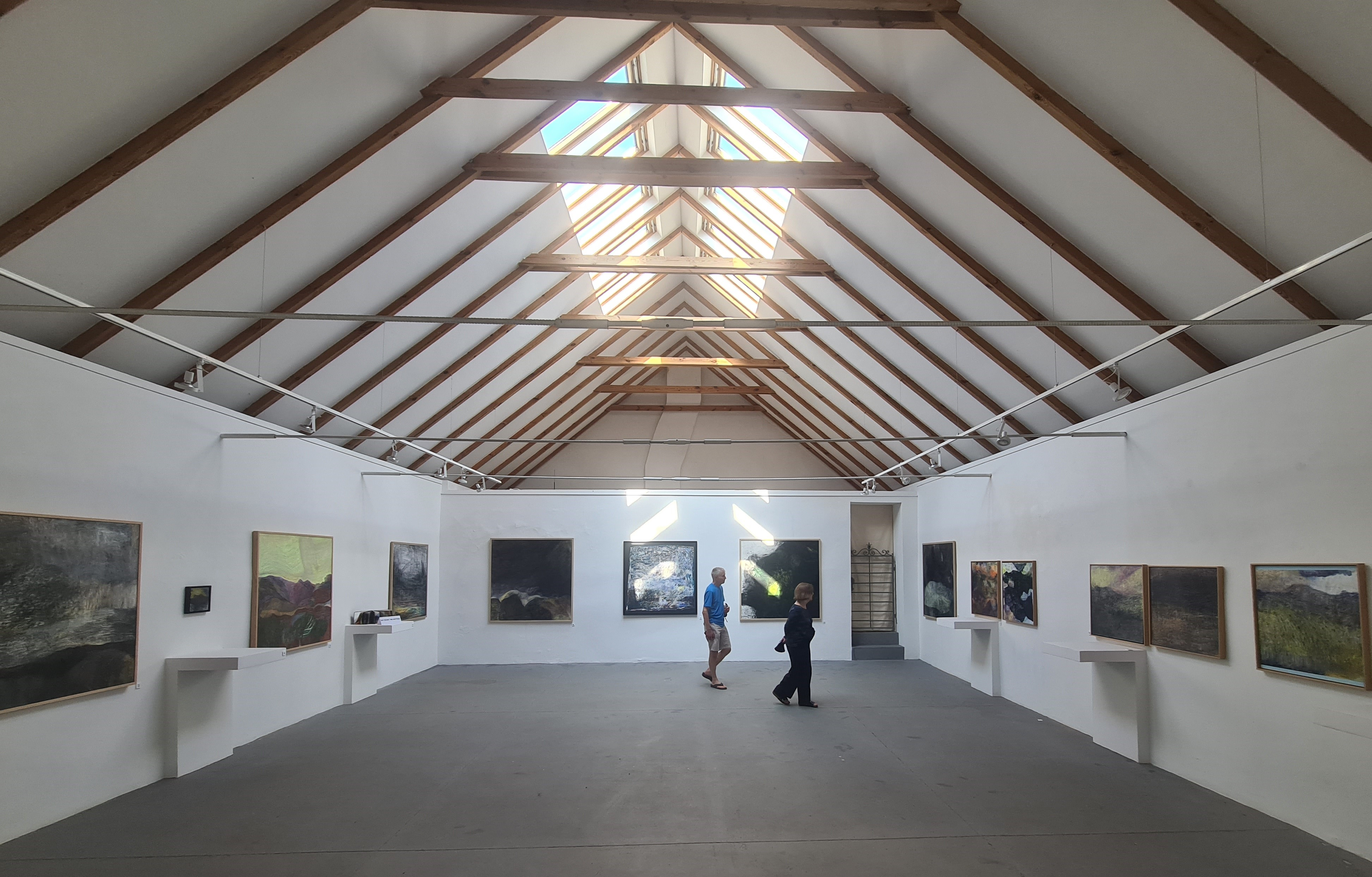
Wnętrze pawilonu wystawowego w Ogrodzie Rzeźb. Wystawa malarstwa Paisajes autorstwa meksykańskiej malarki Yanieb Fabre, lipiec–wrzesień 2024

## Dorobek

### Promocja twórczości Juana Soriano

#### Muzea Juana Soriano

##### Museo Morelense de Arte Contemporáneo (MMAC) Juan Soriano
Dzięki zaangażowaniu Marka Kellera w Meksyku powstało Museo Morelense de Arte Contemporáneo (MMAC) Juan Soriano, które zostało otwarte 8 czerwca 2018 roku w Cuernavaca. MMAC to projekt JSa Arquitectura pod kierownictwem architekta Javiera Sáncheza Corrala. Jest to największa przestrzeń wystawowa w stanie Morelos. Jest podzielona na dwie galerie umożliwiające wystawy czasowe: Central Gallery i Cube, oraz na przestrzeń multidyscyplinarną nazwaną Open Forum. W Muzeum jest biblioteka, ogród rzeźb i warsztaty na potrzeby programów edukacyjnych.
Muzeum zajmuje powierzchnię 4455 metrów kwadratowych. Jego budowa kosztowała 14,8 miliona USD.  W jego zbiorach znajduje się 1200 dzieł Soriano, w tym rzeźby, obrazy, rysunki i fotografie.

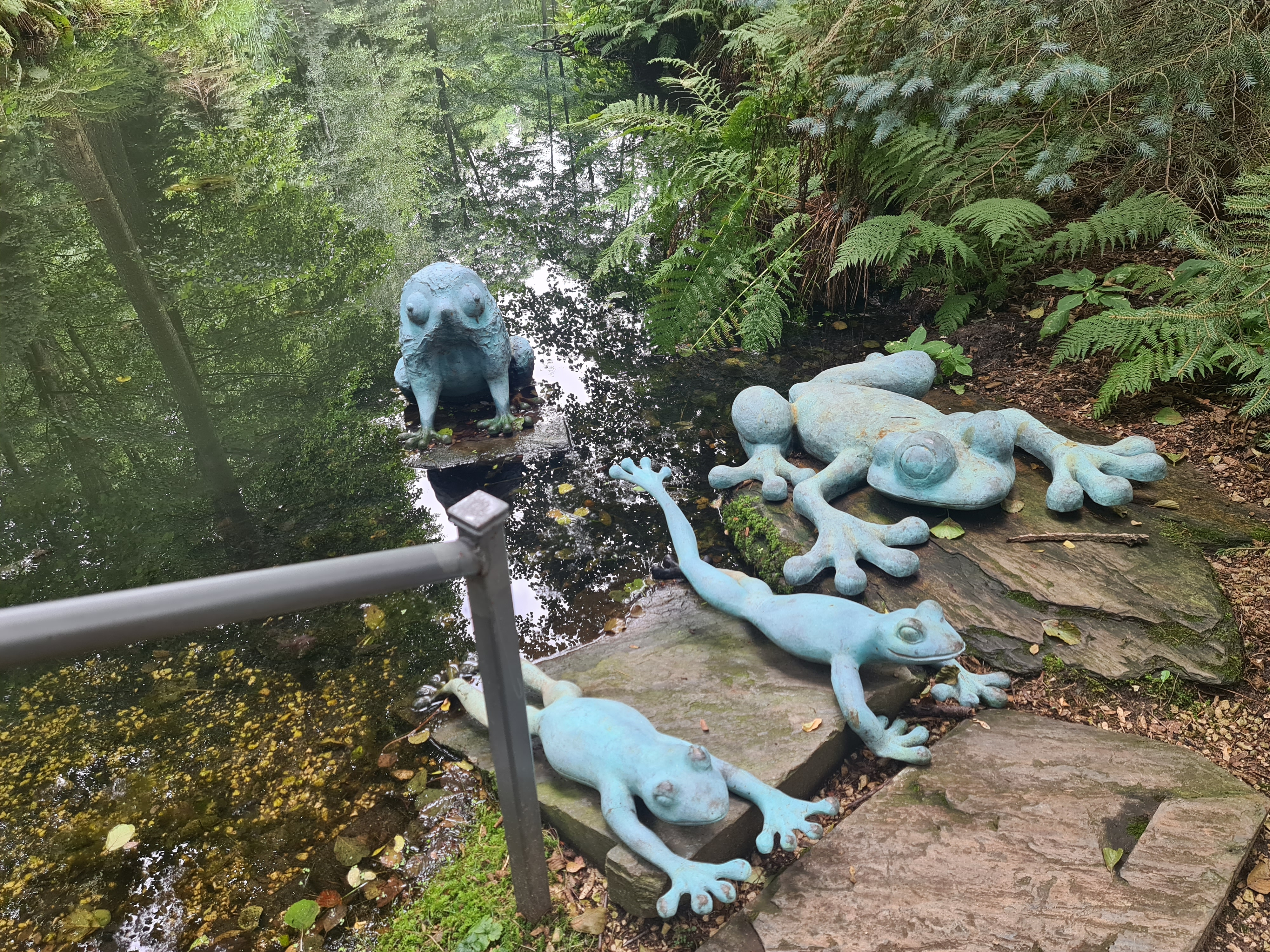
Rzeźba Żaby – Rodzina w Ogrodzie Rzeźb Juana Soriano w Owczarni

##### Ogród Rzeźb Juana Soriano (Jardín Escultórico Juan Soriano)

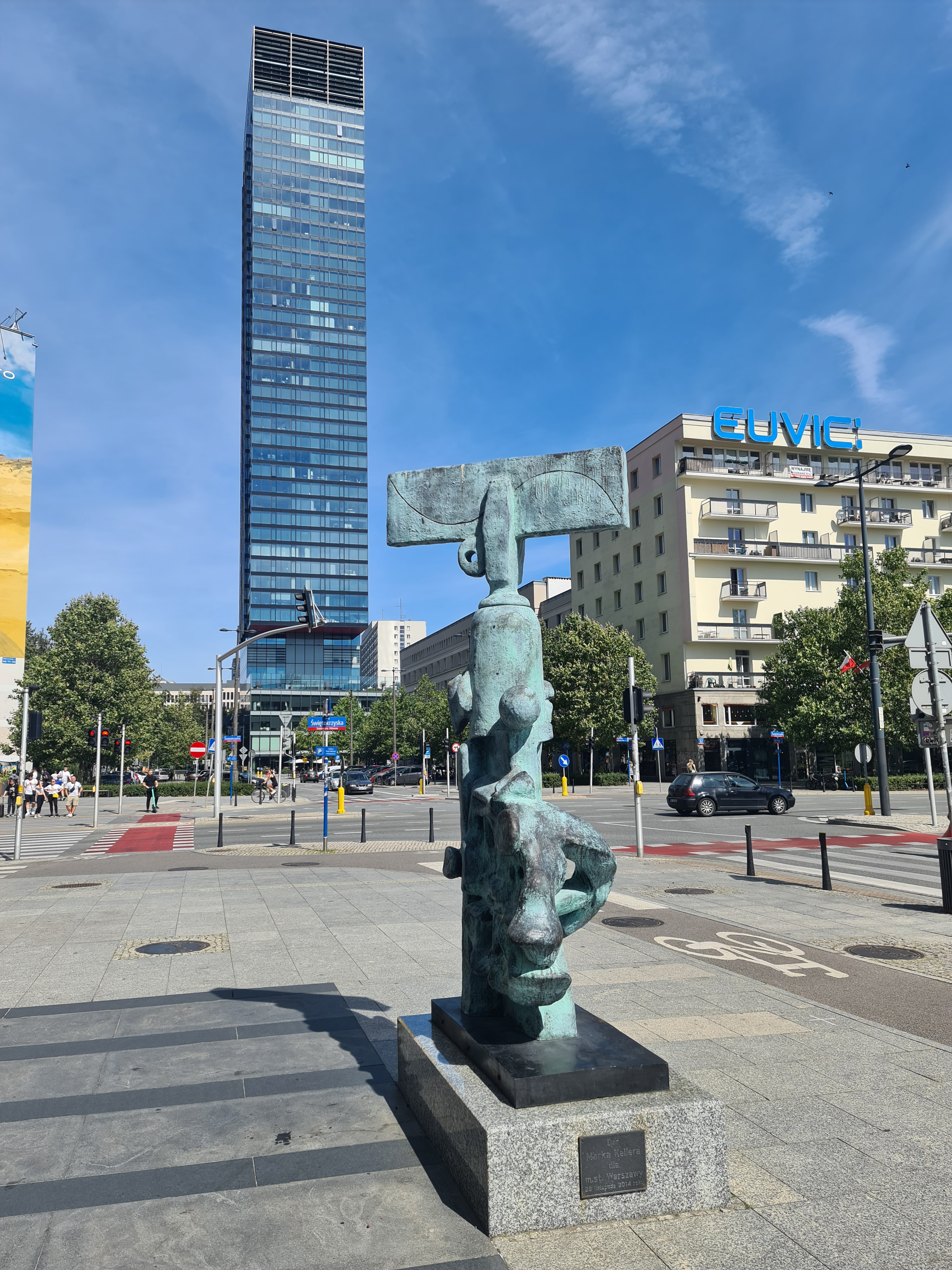
Toreador w Warszawie przy rogu ulic Świętokrzyskiej i Emilii Plater

##### Toreadorw Warszawie
Między innymi w 2014 roku Marek Keller podarował Warszawie rzeźbę Soriano Toreador, która stoi przed budynkiem Warsaw Financial Center, przy rogu ulic Emilii Plater i Świętokrzyskiej w Warszawie.

### Mecenat polskiej kultury i sztuki
Marek Keller znaczną część życia poświęcił wzbogacaniu polskich instytucji kultury w ważne pamiątki i dokumenty dotyczące największych polskich twórców, w tym przede wszystkim Fryderyka Chopina. Był fundatorem licznych chopinaliów dla polskich zbiorów narodowych, m.in. przyczynił się do wzbogacenia zbiorów Muzeum Fryderyka Chopina w Warszawie o kilkadziesiąt listów kompozytora i jego siostry Ludwiki Jędrzejewiczowej, rękopisy, XIX-wieczne dokumenty należące do rodziny kompozytora. Marek Keller był osobą, która – wśród prywatnych darczyńców – najbardziej przyczyniła się do wzbogacenia kolekcji pamiątek po Fryderyku Chopinie w Polsce. Począwszy od 1999 roku podarował Muzeum Fryderyka Chopina w Warszawie 21 listów oraz zbiór 47 innych ważnych obiektów. Jednym z najcenniejszych darów był wylicytowany w Nowym Jorku autograf Fryderyka Chopina.
W 2019 roku Marek Keller podarował Muzeum list George Sand do François Rollinata opisujący wspólny pobyt pisarki i kompozytora na Majorce.
W 2011 roku Narodowy Instytut Fryderyka Chopina zorganizował wystawę przedstawiającą dary Marka Kellera, w skład której weszło 47 obiektów, w tym 6 listów Chopina pisanych do rodziny z lat 1845–1848 oraz listy Jane Stirling pisane po śmierci kompozytora do jego siostry Ludwiki. 

## Odznaczenia i nagrody
- Krzyż Oficerski Orderu Zasługi Rzeczypospolitej Polskiej (2003) za wybitne zasługi dla kultury polskiej[20]
- Krzyż Komandorski Orderu Zasługi Rzeczypospolitej Polskiej (2011) za wybitne zasługi w popularyzowaniu kultury polskiej w Meksyku[1]
- Odznaka honorowa „Zasłużony dla Kultury Polskiej”[5]
- Order Orła Azteckiego (Meksyk)[6]